# Chaetodon pelewensis
Chaetodon pelewensis е вид бодлоперка от семейство Chaetodontidae. Видът не е застрашен от изчезване.

## Разпространение и местообитание
Разпространен е в Австралия, Американска Самоа, Вануату, Индонезия, Кирибати (Феникс), Малки далечни острови на САЩ (Лайн), Ниуе, Нова Каледония, Остров Норфолк, Острови Кук, Палау, Папуа Нова Гвинея, Питкерн, Самоа, Соломонови острови, Токелау, Тонга, Тувалу, Уолис и Футуна, Фиджи, Френска Полинезия и Чили (Великденски остров).
Обитава океани, морета и рифове. Среща се на дълбочина от 1 до 30 m, при температура на водата от 25,2 до 29 °C и соленост 34,5 – 35,9 ‰.

## Описание
На дължина достигат до 12,5 cm.
Популацията на вида е стабилна.